# Т-14
Т-14 «Армата» (Индекс ГАБТУ — Объект 148) — российский основной боевой танк с необитаемой башней, на базе универсальной гусеничной платформы «Армата».
Танк оснащён единой системой управления тактическим звеном (ЕСУ ТЗ), связывающей все объекты с помощью программно-технических комплексов взаимодействия. Система разработана воронежским концерном «Созвездие» и представляет собой единую систему управления боем, включающую в себя одиннадцать подсистем, отвечающих за управление средствами радиоэлектронной борьбы, артиллерией, ПВО, инженерным и материально-техническим обеспечением. Кроме того, ЕСУ ТЗ также позволяет создать единую информационную сеть, с интеграцией различных видов связи, включая связь с беспилотными аппаратами и другими средствами разведки, онлайн-взаимодействие разных родов войск на поле боя.
Согласно концепции «сетецентрической войны», Т-14 используется, прежде всего, как машина разведки, целеуказания и корректировки огня САУ, ЗРК и танков Т-90 в составе тактического звена. Для этого у танка имеется целый арсенал средств, в том числе круговой допплеровский радар с АФАР средней дальности и ультрафиолетовые HD-камеры наблюдения с круговым охватом на 360°, способные обнаруживать работу двигателей техники по выхлопу из ионизированного газа.
Кроме того, Т-14 способен запускать и собственный, бортовой беспилотный аппарат разведки и целеуказания «Птеродактиль», с обзорной РЛС и инфракрасным прицелом.
Т-14 является так называемым «стелс-танком», с кардинальным снижением видимости в инфракрасном, магнитном и радиодиапазоне, что сокращает дистанцию захвата цели ГСН ПТУР «Джавелин», «Спайк», «Бримстоун» и аналогичных им почти в три раза, даже без использования танком аэрозолей.
Танк оборудован новым поколением комплекса активной защиты «Афганит», способным перехватывать даже противотанковые снаряды и, безопасно для окружающей танк пехоты и техники, ослеплять противотанковые управляемые ракеты путём использования «дымометаллических» завес, за счёт распыления металлических частиц, непрозрачных в диапазоне от СВЧ до дальнего инфракрасного спектра.
Т-14 оборудован динамическим бронированием четвёртого поколения «Малахит», способным с вероятностью более 95 % отражать выстрелы из ручных противотанковых гранатомётов, а также разрушать современные подкалиберные противотанковые снаряды. Некоторые источники заявляют, что «Малахит» является первой в мире электродинамической бронёй с возможностью метания бронепластины в подлетающий боеприпас ещё до контакта с бронёй, по данным РЛС «Афганит» или по собственному датчику магнитного поля подлетающего снаряда/ПТУР.
Многослойное металлокерамическое лобовое бронирование танка эквивалентно 1 метру гомогенной металлической брони, которое, по мнению производителя, невозможно пробить существующими снарядами и противотанковыми ракетами.
Широкой публике Т-14 был представлен на параде Победы в 2015 году вместе с другими изделиями на базе «Арматы». В 2015 году была изготовлена предсерийная партия танков. 4 марта 2024 года глава госкорпорации Ростех Сергей Чемезов заявил, что танк Т-14 «Армата» стоит на вооружении ВС РФ.

## История создания

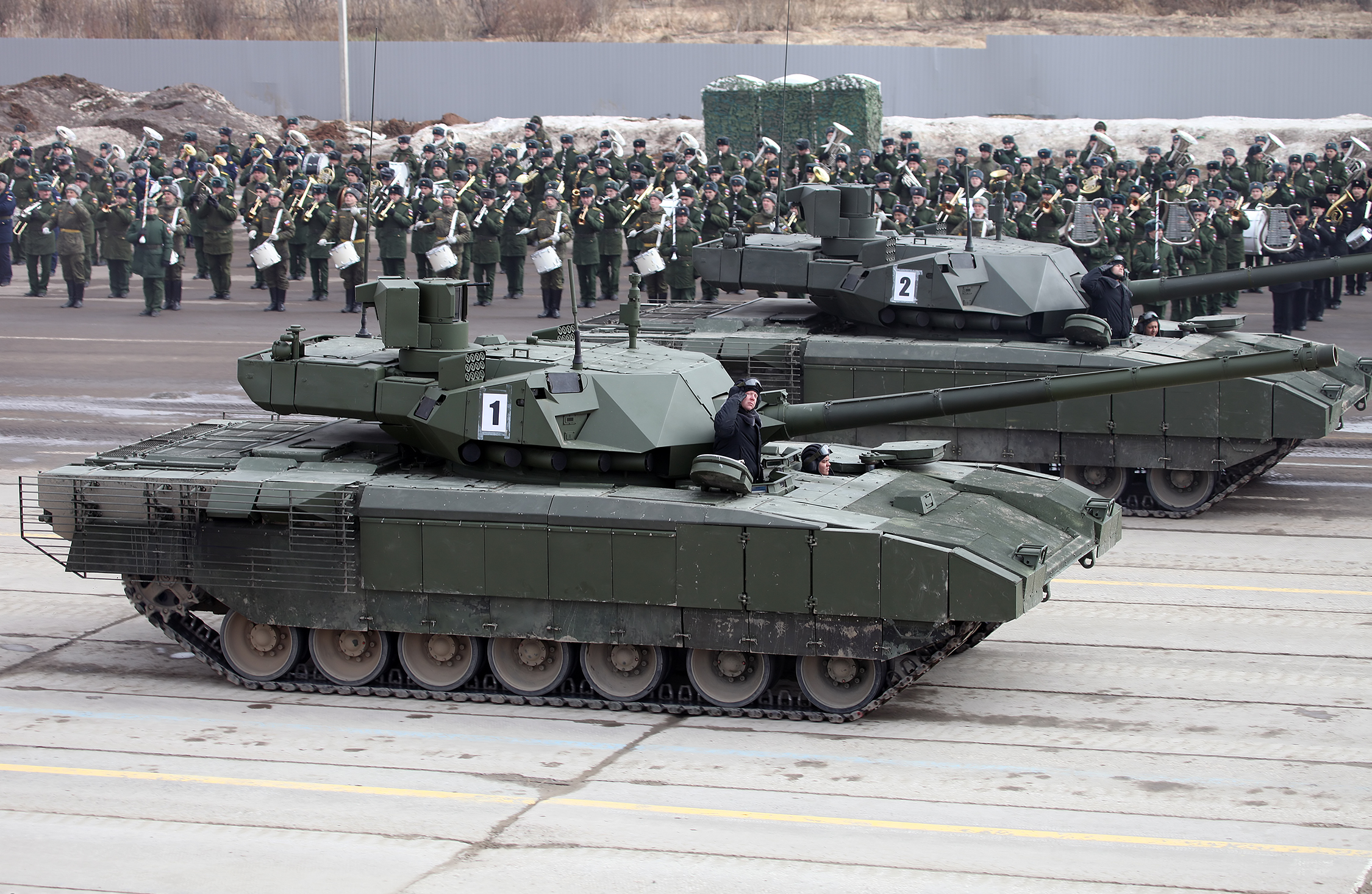
Т-14 на репетиции Парада на Красной площади 9 мая 2017 года

История создания Т-14 связана с продолжением наработок СССР по танкам с необитаемой башней, а также конкуренцией РФ и США за создание танка для концепции «сетецентрической войны», где конкурентом проекта «Армата» являлся ряд ныне закрытых проектов, разрабатывавшихся в рамках программы «Боевые системы будущего».
9 декабря 2021 года зампред коллегии ВПК Ельчанинов заявил, что танк «Армата» уже получил новый боекомплект
Испытания
В 2019 году Т-14 начал прохождение государственных испытаний в научно-исследовательских институтах Минобороны России.
По словам главы Минпромторга РФ Дениса Мантурова, российский боевой танк Т-14 на платформе «Армата» прошёл испытания в Сирийской Арабской Республике. Государственные испытания танка начаты в 2020 году. Предварительные испытания проходит также и беспилотная модификация Т-14.
19 января 2023 года Министерство обороны Великобритании сообщило, что Россия рассматривает возможность размещения небольшого количества Т-14 «Армата» на Украине с целью уничтожения живой силы и техники ВСУ.

## Конструкция

### Двигатель и активная подвеска

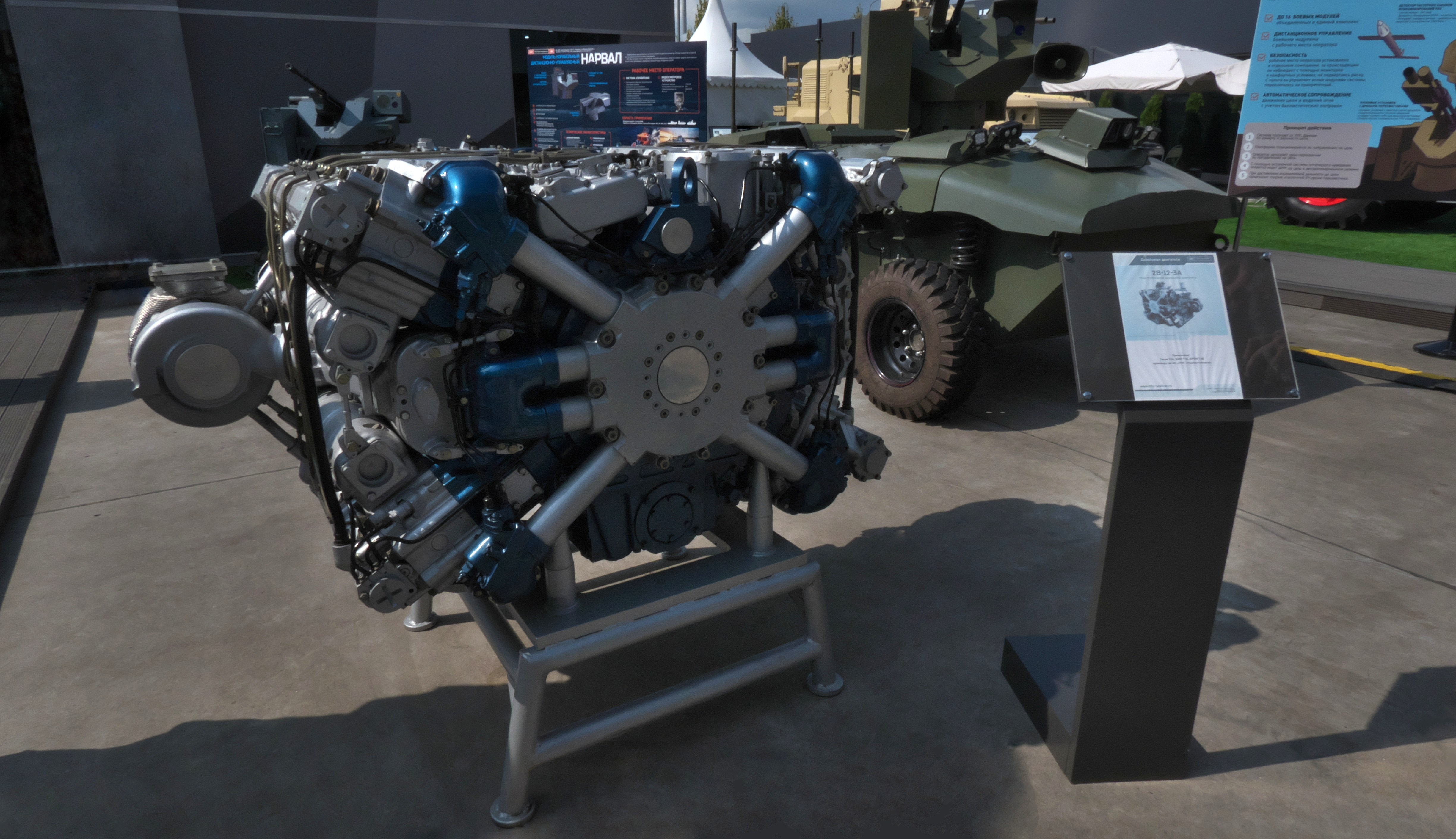
2В-12-3А на выставке «Армия-2023».

Т-14 использует общие для платформы Армата двигатель и активную подвеску со следующими характеристиками:
- двигатель А-85-3А с автоматической коробкой передач и переменной мощностью от 1350 до 1800 л. с. обеспечивает движение со скоростью до 90 км/ч. Объём топливного бака составляет 2100 литров и рассчитан на дальность хода до 500 км[9][10] по шоссе.
- активная подвеска обеспечивает кардинальное уменьшение раскачивания танка на ходу, что повышает точность стрельбы на ходу и скорость движения по пересечённой местности;
- БИУС танка контролирует двигатель, трансмиссию и приборы активной подвески, автоматически принимая решения по обслуживанию танка и отдавая голосовые команды экипажу.

### Бронирование
Корпуса

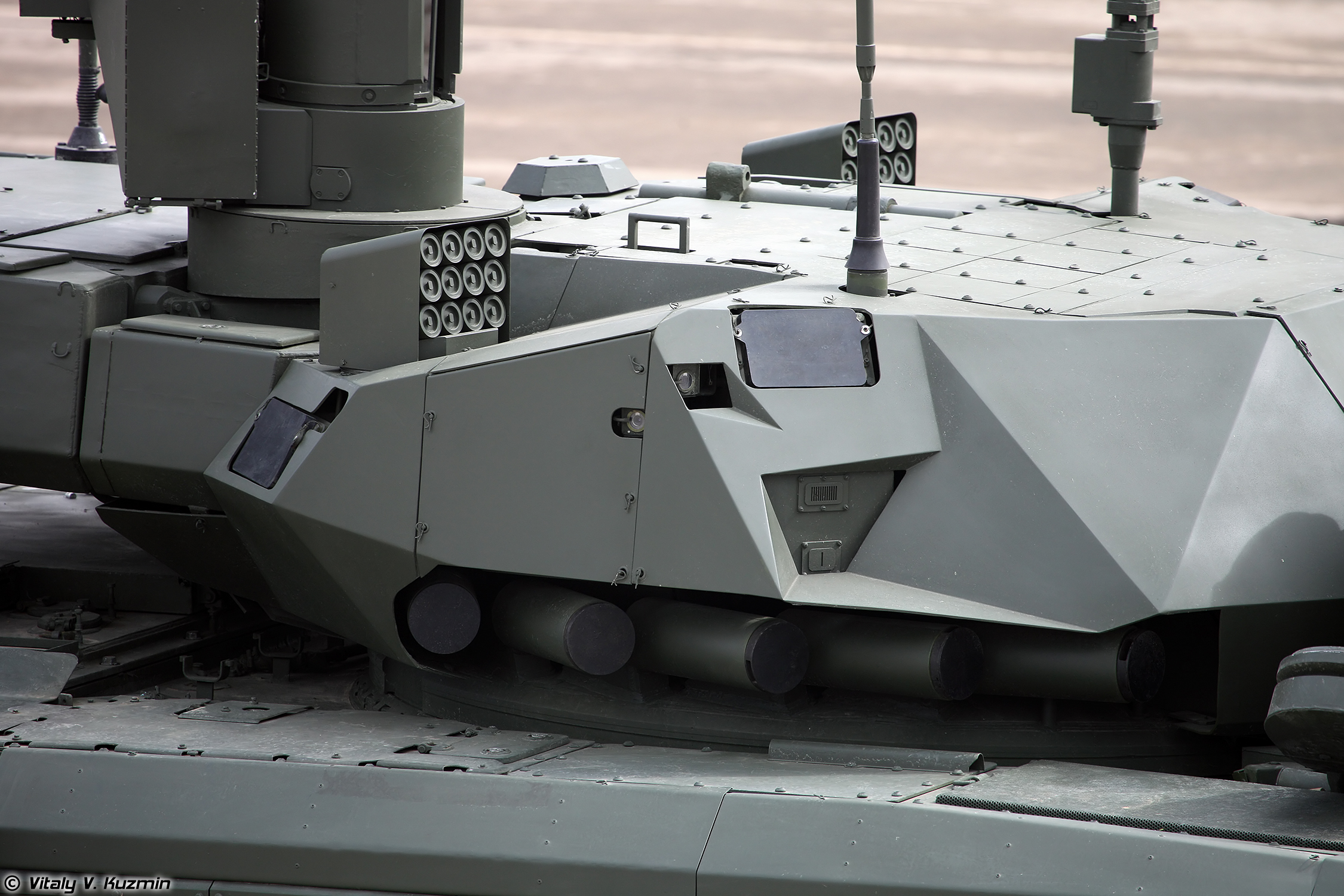

Т-14 использует общие элементы пассивного бронирования для платформы «Армата»:
- лобовое композитное бронирование, непробиваемое для современных ПТУР калибром до 150 мм и БОПС калибром до 120 мм;
- отсек МТО, отделение боекомплекта и топливное отделение изолированы бронированными переборками друг от друга;
- дополнительные топливные баки защищены от возгорания открытоячеистым наполнителем, а также защищены бронированием и противокумулятивным экраном.

Башни
Предположительно бронирование башни Т-14 состоит из основного бронирования и противоосколочного кожуха, приборы на башне находятся между слоями бронирования. Кожух защищает приборы танка от осколочных, фугасных и пулевых повреждений, а также используется для снижения радиозаметности против самых совершенных ПТУР с радиолокационным наведением в различных диапазонах частот. Кроме этого, кожух башни, выполняя функцию «клетки Фарадея», является одним из средств обеспечения заявленной устойчивости приборов к электромагнитному импульсу. Кожух является разборным, что позволяет получать быстрый доступ к приборам под ним в целях ремонта и обслуживания. Часть оборудования на башне — например, обзорные радары КАЗ — может быть быстро заменена в походных условиях без разборки кожуха башни, через вытяжные пластиковые тросики.
Источники подтверждают, что в кормовой части башни Т-14 находится запасной боекомплект для пулемёта. При этом заявляется, что перезарядка пулемёта полностью автоматизирована, что позволяет экипажу не покидать танк.

### Комплекс динамического бронирования «Малахит»
На Т-14 установлена новая версия динамического бронирования, которая может быть реализована в том числе на электронном управлении с дистанционным подрывом модулей ещё до контакта с бронёй, по датчикам индукционного тока от магнитного поля приближающегося боеприпаса.

### Комплекс активной защиты «Афганит»

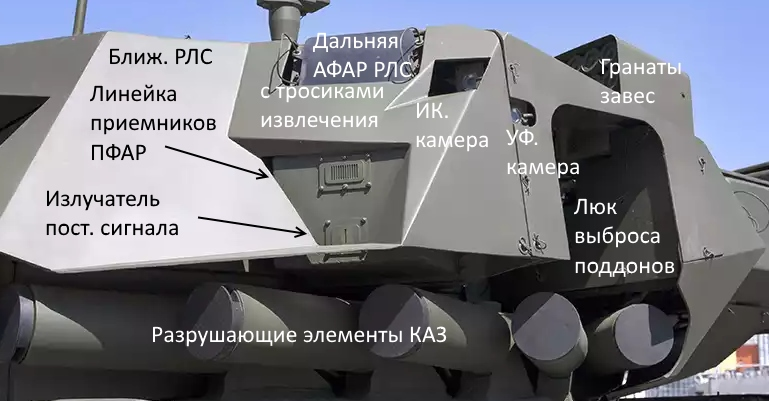
Расположение камер и радаров КАЗ «Афганит» на башне Т-14

Сценарии боевого применения «Афганита» включают в себя интеграцию системы управления огнём для открытия ответного огня в случае нападения на защищаемую бронетехнику. В подобных ситуациях «Афганит» управляет поворотом башни в сторону подлетающего боеприпаса так, чтобы под удар попала наиболее бронированная и наименее уязвимая её часть, а сам танк получил возможность нанести молниеносный ответный удар по расчёту ПТРК.
Обзорный радио-оптический радар «Афганита» состоит из четырёх АФАР-панелей импульсно-допплеровского радара и интегрированных с ним круговых ультрафиолетовых пеленгаторов факелов ПТУР. За счёт интеграции со средствами ультрафиолетовой пеленгации «Афганит» имеет повышенную устойчивость к РЭБ.
Комплекс безопасен для пехоты, движущейся под прикрытием брони танка позади или непосредственно на броне, так как ориентирован на вывод из строя ракет средствами дымометаллических завес и РЭБ. Для усиления эффективности действия завес по маскировке Т-14 оборудован стелс-средствами — теплоизоляция корпуса и снижение видимости в радиодиапазоне.

### Радиолокационный комплекс
Радар Т-14 используется для разведки целей всех видов от вражеской бронетехники до распознавания ПТУР в полёте. Сам радар является частью системы активной защиты «Афганит», хотя может использоваться в наступательных операциях.
Обзорный радар Т-14 может одновременно отслеживать 40 наземных динамических и 25 воздушных аэродинамических целей на дистанции до 100 км.
Дополнительно к четырём панелям обзорного радара на Т-14 ещё имеется два радара сверхбыстрой реакции для короткой дистанции. Данные радары нужны для срабатывания разрушающих элементов КАЗ против снарядов (БОПС), а также в целях маскировки, когда основной обзорный радар Т-14 выключен, подробнее данная технология описана в разделе о комплексе активной защиты. Обзорный радар из 4х панелей управляет постановкой мультиспектральных завес, а также выполняет функции разведки целей.

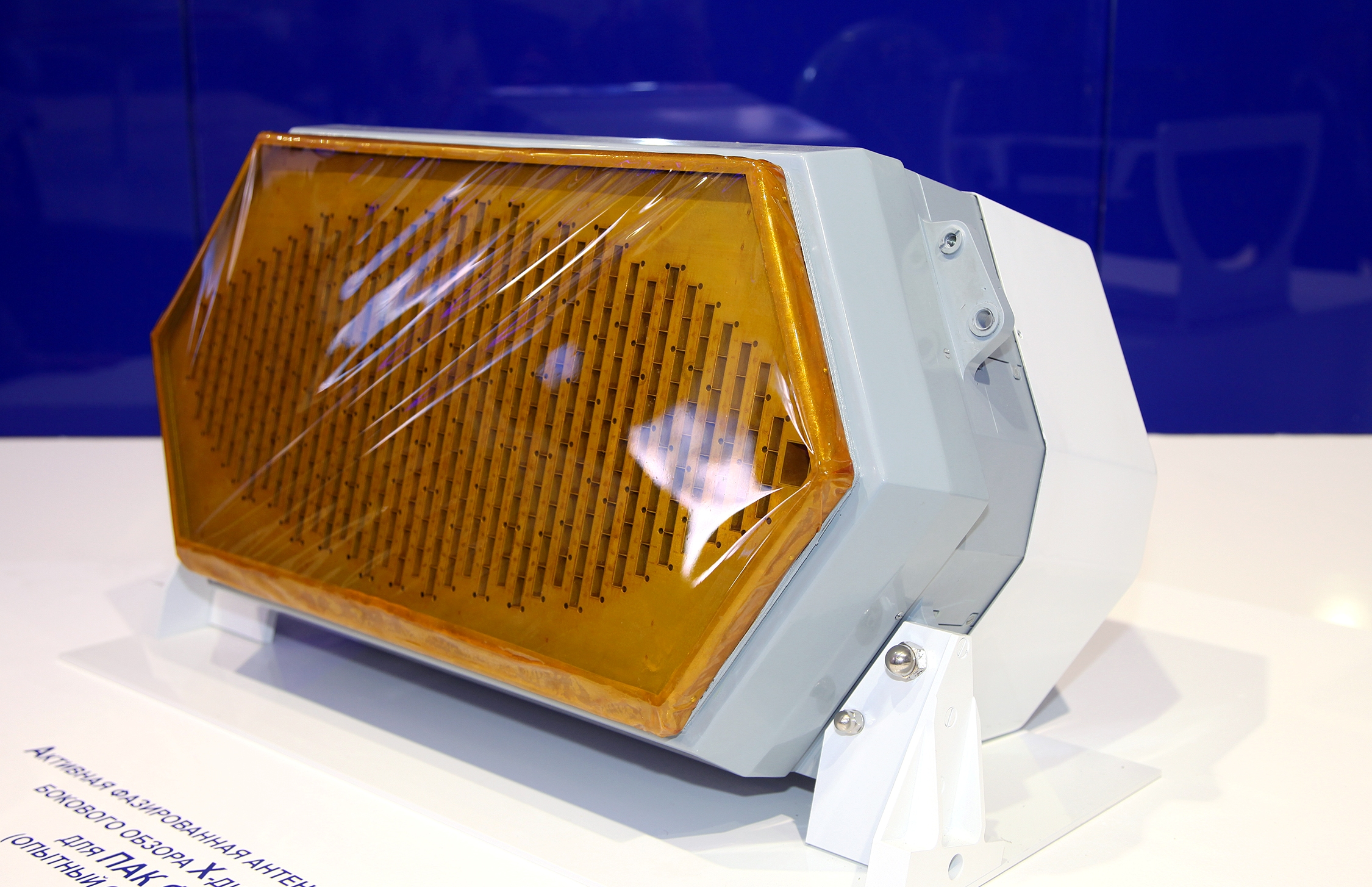
АФАР-радар Н036Б-1-01, созданный на технологии LTCC, применённой и для радаров Т-14
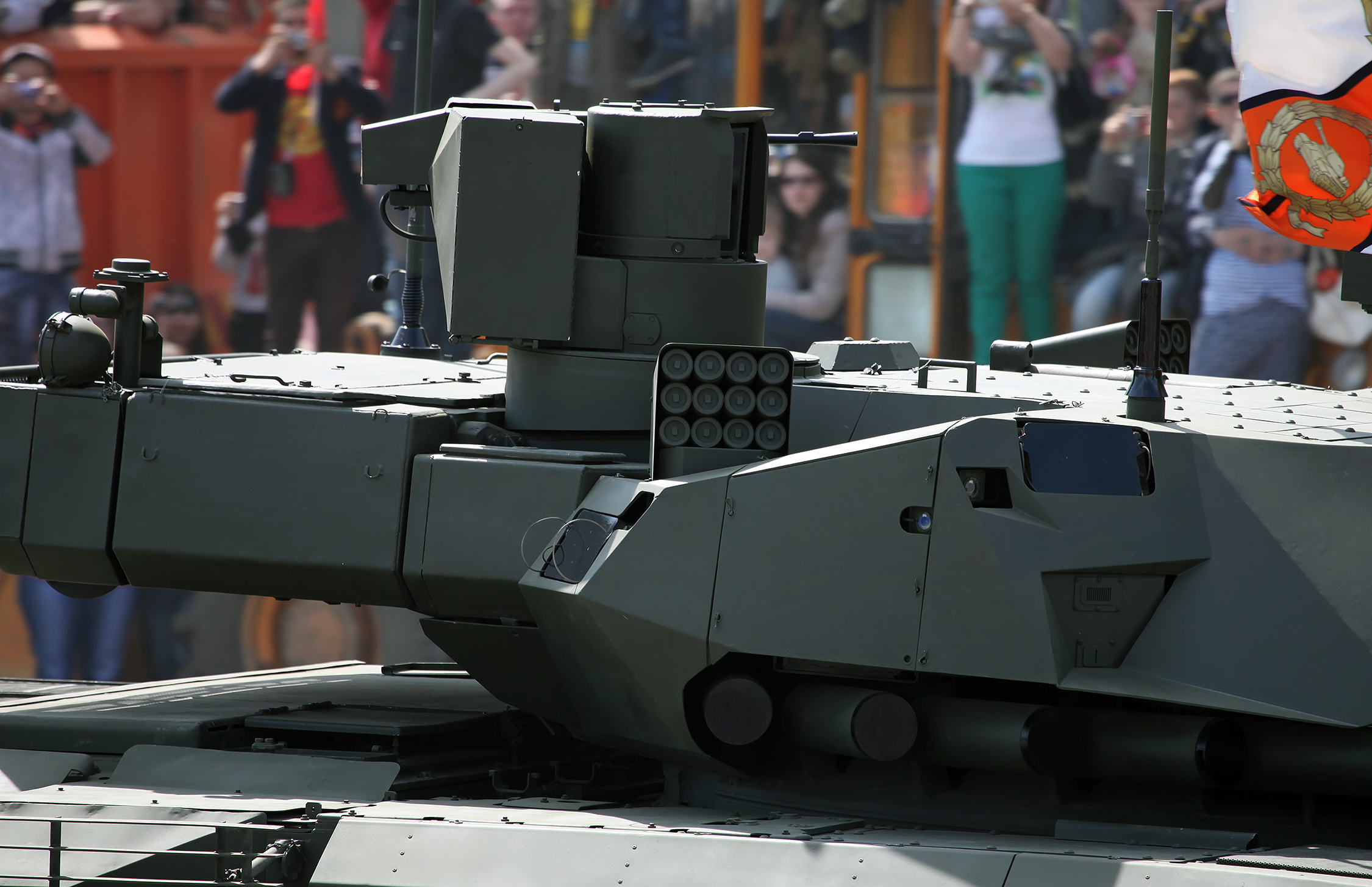
АФАР-радары Т-14 видны на башне танка

### Инфракрасный комплекс обнаружения целей

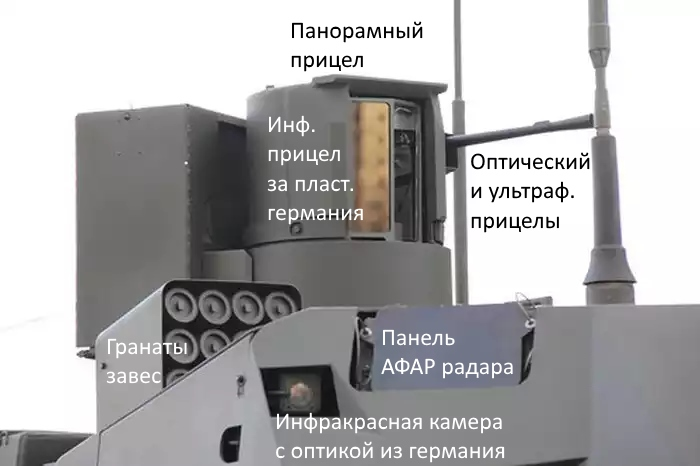
Башня Т-14 с хорошо видимыми инфракрасными приборами.

На башне с пулемётной установкой имеется панорамный прицел с независимым вращением от оси пулемёта на 180° с высокочувствительной и высокоточной инфракрасной системой с криогенным охлаждением производства Казанского оптико-механического завода. С инфракрасной камерой спарена камера в видимом спектре света и лазерный дальномер. Вместе с пулемётной установкой панорамный прицел способен вращаться на 360°. Режим независимого вращения прицела и пулемёта был впервые публично продемонстрирован 2 апреля 2016 года на испытаниях Т-14.
Традиционно панорамные прицелы используются командирами танков для обнаружения координат целей. В случае «сетецентрического танка» как Т-14 панорамный прицел аналогично используемому на американской опытной КШМ XM1209 интегрирован с радаром танка и роботизированная механика быстро вращает панорамный прицел для обследования по очереди целей, обнаруженных радаром танка, или инфракрасными камерами кругового обзора, описанными ниже. Таким образом уточняются координаты целей, компенсируется низкая разрешающая способность радара и возможная утрата контакта с целью радара из-за применения РЭБ.
Командир танка получает на компьютерном мониторе карту тактической обстановки, на которую наложены координаты целей, и отдаёт команды наводчику, какие цели более подробно обследовать или обстрелять. Выявленные координаты наземных и воздушных целей также транслируются с Т-14 на командную машину ЕСУ ТЗ, которая выберет средство поражения.
Инфракрасный прицел танка предназначен для точного наведения орудия на цель и используется в составе системы управления огнём описанной ниже, а также для обследования цели, полученной от командира танка оператором-наводчиком. Причём наводчик, используя сенсорный экран, может нажатием пальца по изображению уточнить координаты цели,, что является необходимым для целеуказания по тщательно замаскированным целям, когда компьютеру требуется ассистирование человека.
Поскольку прибор автоматически закрывается бронешторками, то в автоматической системе непрерывного поиска целей не участвует.
Единственные неэлектронные оптические перископы на Т-14 доступны водителю и командиру танка для обзора в целях вождения. Для вождения в ночных условиях водитель использует прибор ночного видения, а также светодиодные фары танка позволяют переключиться в режим инфракрасной подсветки дороги, чтобы не демаскировать танк ночью.

### Комплекс кругового обнаружения целей в ИК- и УФ-диапазонах

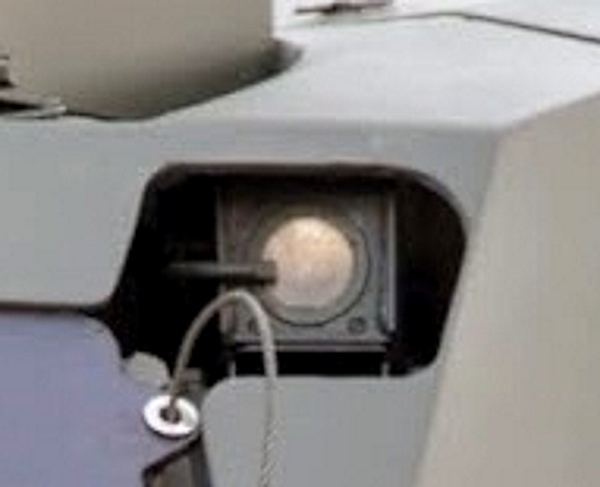
Инфракрасная обзорная камера Т-14. Слева трубочка гидроочистки

Т-14, помимо оптических приборов, входящих в СУО, оборудован шестью камерами высокого разрешения на башне танка, что позволяет экипажу наблюдать за обстановкой вокруг танка на 360 градусов, не покидая его. Камеры оборудованы автономным питанием и системой гидроочистки оптики от пыли и грязи.
Эти камеры кругового обзора подключены к системе активной защиты «Афганит», позволяя ей:
- Работать при выключенном радаре;
- Избегать ошибок срабатывания;
- Работать в условиях РЭБ;
- Определять облучение танка лазером.

### Вооружение

#### Система управления огнём
Система управления огнём (СУО) получает данные для обстрела целей от радио-оптических средств обнаружения их координат, описанных выше. Для наведения вооружения танка баллистический вычислитель использует также данные следующих датчиков, закреплённых на крыше танка:
- собственное положение танка от ГЛОНАСС-приёмника и инерциальной системы навигации;
- гироскопические датчики угловой ориентации танка в пространстве;
- датчик направления и скорости ветра;
- датчик температуры и влажности воздуха;
- датчиком изгиба ствола от нагрева.

В 2015 году Д. Рогозин ознакомившись с системой управления огнём Т-14 отметил, что имеется очевидная геймификация эргономики управления огнём танка и поэтому предложил набирать экипажи Т-14 из игроков компьютерных танковых симуляторов как World of Tanks, так как они ближе к управлению огнём танка, чем практика даже опытных танкистов с танков предыдущих поколений. В 2016 году директор СКБ Горьковского завода аппаратуры связи имени А. С. Попова, которое выпускает изделие, Игорь Рябов подтвердил, что наличие системы автоматического захвата и сопровождения цели с её высококачественным видеоизображением действительно приближает управление огнём к «компьютерной игрушке».

#### Орудие
Первые экземпляры танка были оснащены 125-мм гладкоствольной пушкой 2А82-1C (в необитаемой башне, с полностью дистанционным цифровым управлением), разработки Завода № 9, имеющей возможность вести огонь в движении. В наличии датчик изгиба ствола от нагрева для учёта в баллистических вычислениях (закреплён в небольшом контейнере над стволом). Орудие выполнено с внутренним легированием ствола, что кардинально повышает его ресурс. Дальность поражения целей до 7000 метров и скорострельность 10—12 выстрелов в минуту. Орудие 2A82 обладает на 17 % более высокой дульной энергией и на 20 % большей точностью, чем лучшее орудие НАТО на танке Леопард-2. Особенностью автомата заряжания 2A82 является возможность стрелять длинными боеприпасами до 1 метра длиной, что критично для подкалиберных бронебойных снарядов повышенного могущества, таких как «Вакуум-1» сходного с M829A3 для Абрамса. Штатный боеприпас для Т-14 ещё не создан. Скорее всего, 2А82-1М останется основным орудием за счёт преимущества в два раза большем боекомплекте перед другим вариантам орудия калибра 152-мм, которое, вероятно, будут иметь меньшее число экземпляров Т-14.
Танк может быть сравнительно просто переоснащён орудием калибра 152 мм 2А83, однако 152-мм орудие имеет недостаток меньшего боекомплекта по сравнению со 125-мм, однако возможно использование забашенной ниши для перевозки дополнительного боекомплекта. Орудие 2А83 имеет бронебойность подкалиберного снаряда более 1000 мм, что заведомо превышает бронирование современных танков, и поэтому эксперты оценивают орудие как избыточное относительно и так мощнейшего, среди танковых орудий мира, 2A82-1M. Для сравнения — Абрамс самой популярной модификации М1А1 имеет эквивалент бронирования от БОПС ~680 мм (не путать с эквивалентом 1320 мм от моноблочных ПТУР). Аналитики Министерства обороны США в своём отчёте отмечают, что для 152 мм орудия разрабатывается Росатомом новый бронебойный подкалиберный снаряд из обеднённого урана, что позволяет разрушать самую крепкую бронесталь. Заместитель генерального директора корпорации «Уралвагонзавод» Вячеслав Халитов отметил также, что для 152 мм снарядов часто не требуется бронебойности в классическом понимании слова, так как кинетической энергии снаряда хватает, чтобы оторвать башню вражеского танка целиком даже без пробития её брони.

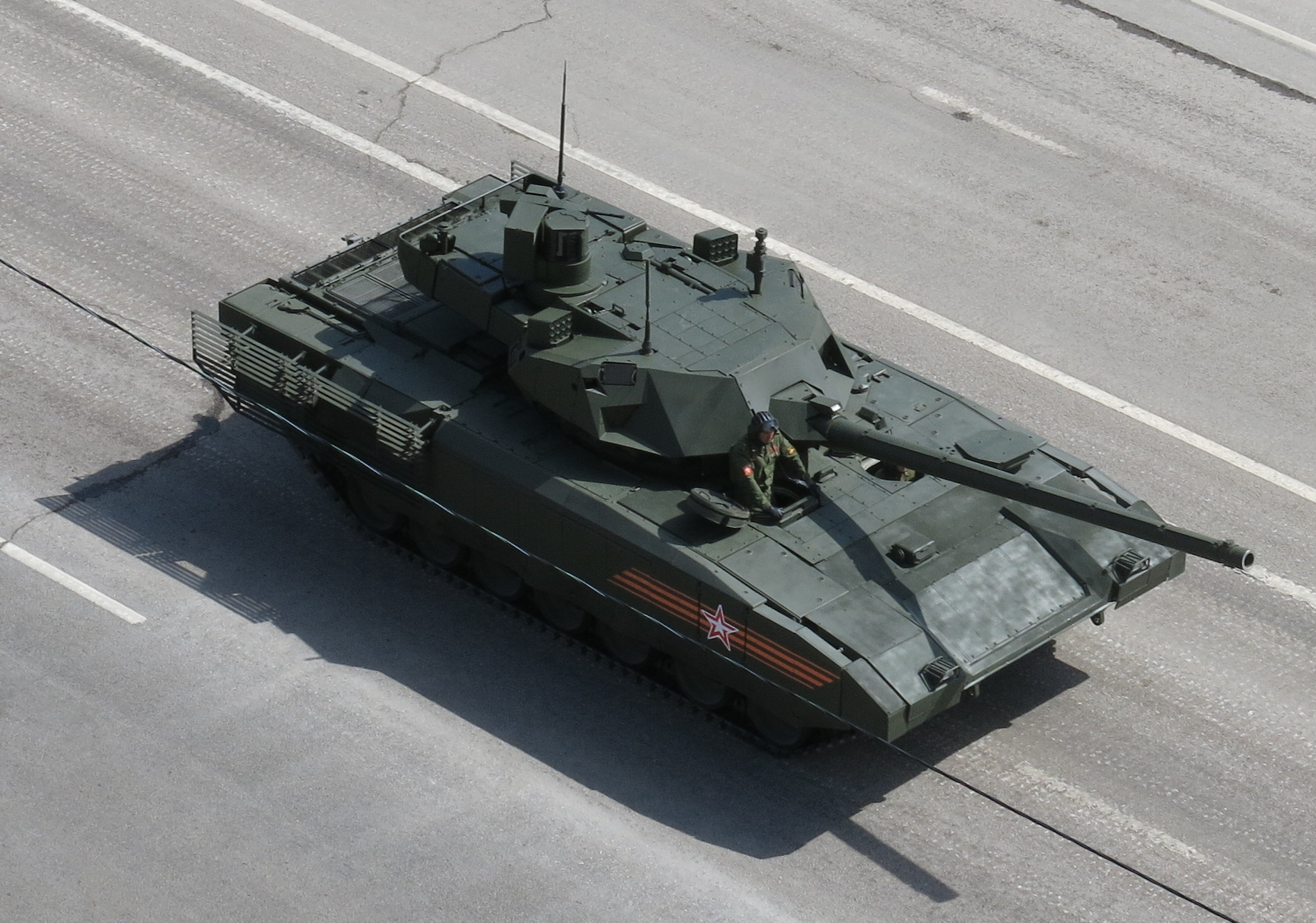

Первоначальные известные штатные снаряды семейства «Грифель» для орудия 2А83 как любые бронебойные оперённые подкалиберные снаряды являлись неуправляемыми. Однако, поскольку 152-мм орудие 2A83 было разработано на базе орудия 2А65, модификация которого используется в тяжёлой САУ 2С19 «Мста-С», то часть экспертов предположила возможность использования управляемых снарядов от Мста-С типа «Краснополя». В целом идею, что Т-14 будут со 152-мм орудием и управляемыми снарядами доступны сценарии боевого применения, скорее напоминающие САУ, поддерживает и Виктор Мураховский, указывающий на эффективность борьбы с пехотой за счёт осколочно-фугасных снарядов с дистанционным подрывом над её позицией, и называет Т-14 в таком сценарии «танком огневой поддержки».
Конструкторы «Уралвагонзавода» также отмечают, что Т-14 со 152-мм пушкой превращается в некоторый гибрид танка и самоходной артиллерийской установки, поэтому называют этот вариант Т-14 не танком, а «боевой артиллерийской машиной» (БАМ)
В феврале 2017 года было заявлено, что для Т-14 также изготавливается «интеллектуальный снаряд», который не умеет корректировать траекторию, но имеет функцию управляемого подрыва над целью в окопе для поражения её осколками сверху.
В апреле 2017 года издания The Diplomat и DefenceOne, ссылаясь на инсайдерскую информацию в российском ВПК, заявили об возможной разработке тактического ядерного оружия для 152 мм версии орудия Армата Т-14. Эксперты заявили, что для 152 мм орудия разрабатывается снаряд с ядерной боевой частью «менее одной килотонны». Эксперты издания Popular Mechanics указали, само по себе создание ядерной артиллерии для калибра 152 мм не представляет для российских инженеров технической сложности и не запрещена текущими международными договорами. Для 152мм САУ «Гиацинт-С» уже было разработано целое семейство подобных ядерных снарядов. Эксперты Popular Mechanics указывают, что если Армата Т-14 будет использовать снаряд в 0,5 ТНТ, то его попадание приведёт к уничтожению техники и сооружений в диаметре около 200—400 метров, а мгновенная смертельная доза радиации будет в диаметре 700 метров. При этом такой снаряд «безопасно» может быть применён от 6 км от танка. Однако использование ядерных снарядов сомнительно из-за высокой вероятности «дружественного огня», а главное высокой вероятности ядерной эскалации конфликта.
9 декабря 2021 года зампред коллегии ВПК Ельчанинов заявил, что танк «Армата» получил новый боекомплект.

#### Ракетное вооружение
Как и свои предшественники, Т-14 будет иметь возможность запуска ракет через ствол пушки с помощью следующей версии ракетного комплекса «Рефлекс-М». Наличие способности стрельбы Т-14 управляемыми ракетами подтверждает отчёт экспертов из журнала управления иностранных исследований Армии США «Оперэйшнл Инвайронмент Уотч».
Виктор Мураховский также отмечает, что калибр 152 мм совпадает с ПТРК «Корнет» и позволяет использовать его ракеты, которые обладают вдвое большей дальностью (10 км против 5 км) и бронебойностью (1400 мм против 850 мм), чем ракеты калибра 125 мм у «Рефлекс-М» Также в номенклатуру «Корнет» входит ракета ПВО 9М133ФМ-3, существенно превосходящая возможности зенитной ракеты «Инвар-М» для «Рефлекс-М», которая хотя и может поразить зависающий вертолёт, но радиус действия 9М133ФМ-3 в два раза выше (10 км) и, главное, эта ракета специально спроектирована для поражения воздушных целей на высоте до 9 км и самолётов со скоростями до 900 км/ч. Многие отечественные эксперты ратуют за 152 мм калибр именно из-за возможности запускать зенитные ракеты и выполнять функции ПВО.

#### Пулемётное вооружение
Пулемётное вооружение составляют зенитная установка с пулемётом «Корд», управляемая дистанционно командиром или наводчиком, и спаренный с орудием ПКТМ. Зенитный пулемёт «Корд» смонтирован в собственной роботизированной башне, интегрирован с АФАР-радаром танка, тепловизорами и способен поражать на дистанции до 1500 метров даже высокоскоростные цели, поэтому, кроме функции ПВО, интегрирован в комплекс активной защиты танка.

### Стелс-средства

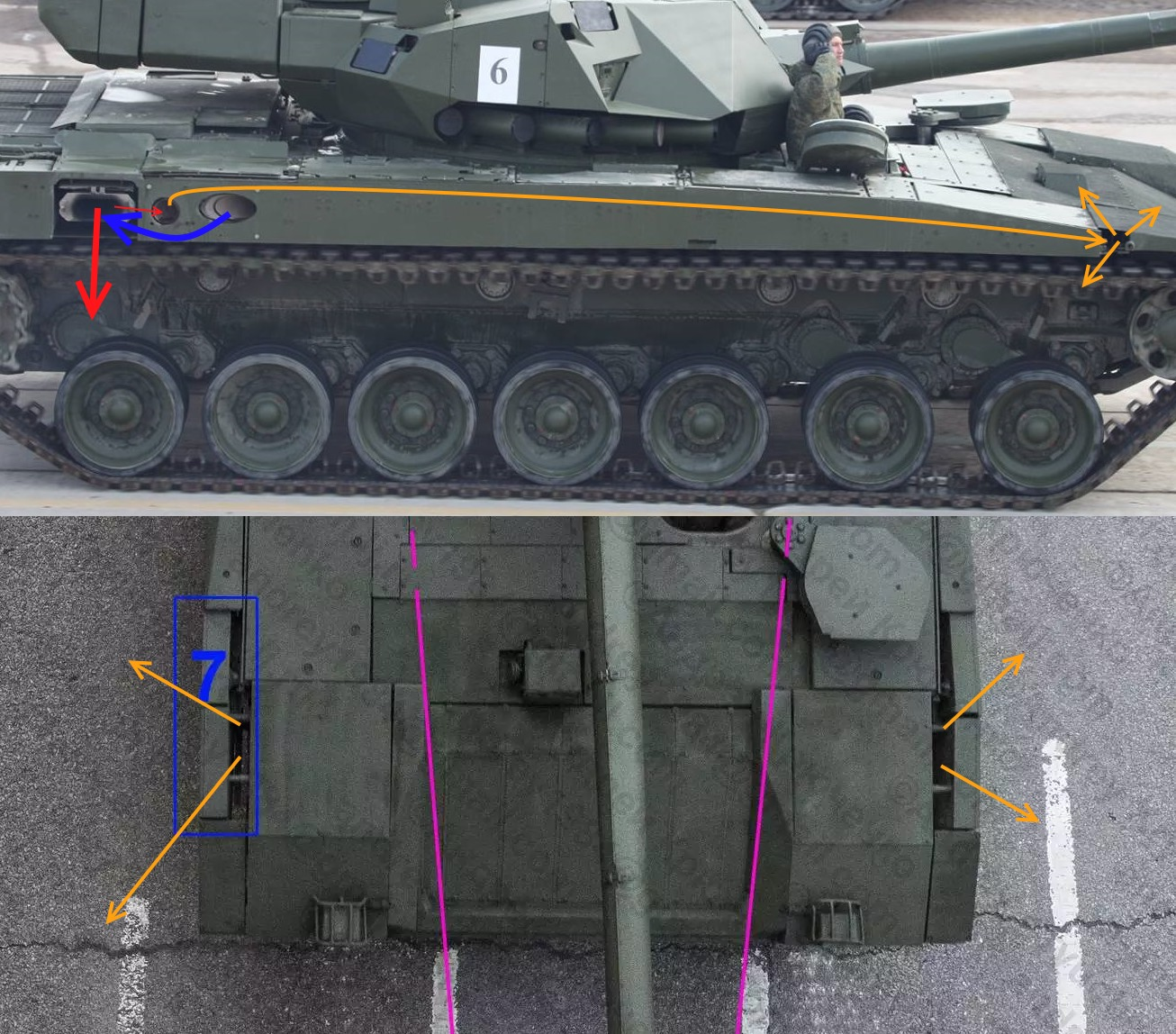
Система смешивания выхлопа с холодным воздухом и имитации выхлопных отверстий для дезориентации ПТУР с ИК ГСН, таких, как Javelin

Т-14 использует общие стелс-средства для платформы Армата в инфракрасном, радио- и магнитном диапазонах наблюдения:
- корпус имеет теплоизоляцию изнутри;
- имеется система смешивания выхлопа с холодным воздухом;
- для снижения радиозаметности применены плоские отражающие грани в дизайне корпуса;
- покраска Т-14 снижает нагрев танка на солнце и обладает радиопоглощающими свойствами;
- имеется система искажения магнитного поля танка.

### Беспилотный танк «Армата»
Ведутся работы по созданию беспилотного танка на базе Т-14 «Армата».

## Тактика и методика применения
В отличие от традиционных танков, Т-14 является «сетецентрическим танком», то есть предназначен не для одиночного боя, а для работы с группой различных боевых машин в одном тактическом звене, выполняя функции разведки, целеуказания и дистанционного управления через единую систему управления тактического звена концерна «Созвездие». Это позволяет всем машинам платформы «Армата» получать оперативную обстановку в режиме реального времени и автоматически рассчитывать баллистические данные для систем управления огнём в сценарии поражения целей не одной «Арматой», а сразу всей группой, которая включает в себя, кроме Т-14, ещё несколько тяжёлых БМП Т-15, САУ 2С35 «Коалиция-СВ» и ударный вертолёт.

Некоторые эксперты указывают, что импульсно-доплеровский радар Т-14 умеет вычислять траектории снарядов подобно РЛС артиллерийской разведки, то есть способен по траекториям пролетающих мимо Т-14 снарядов вычислять автоматически координаты позиций танков и артиллерии противника, и выполнять автоматический их обстрел. Действительно, в аналогичном радаре ELM-2133 из «Трофи» поддерживается вычисление координат выстрела ПТРК, РПГ или снаряда с передачей данных на СУО для открытия ответного огня. Однако по примеру аналогичной системы в Меркаве можно ожидать, что точность определения таким методом координат места пуска ракет может оказаться недостаточной для нанесения только по ним ответного артиллерийского удара, потребуется доразведка цели оптическими средствами.

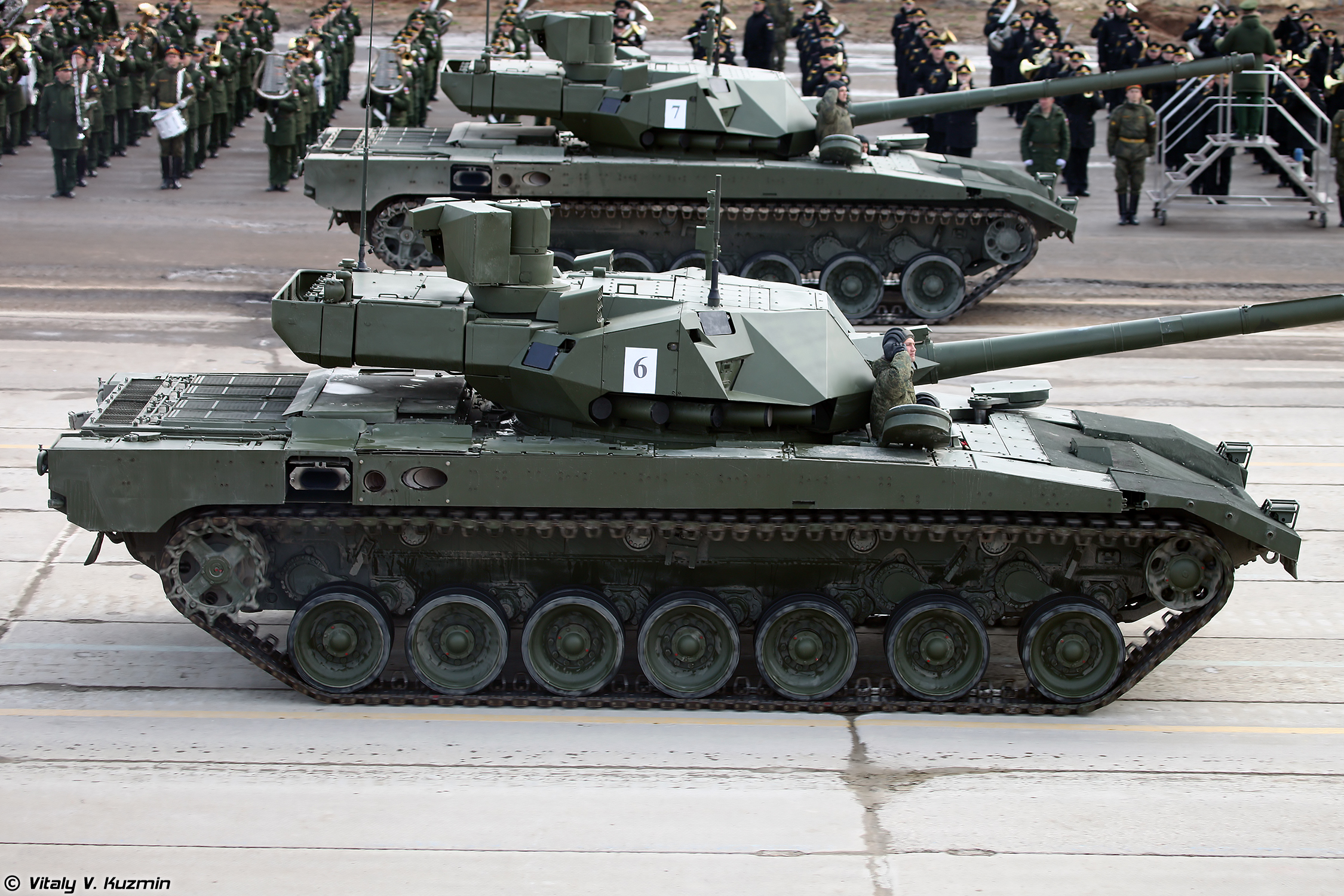

Танк способен запускать созданный для него беспилотный аппарат (БПЛА) разведки и целеуказания «Птеродактиль» с собственной обзорной РЛС и инфракрасным прицелом. БПЛА передаёт данные с инфракрасного прибора наведения и корректировки, и встроенной радиолокационной станции воздушной разведки.
БПЛА запускается на кабеле, по которому получает электропитание, поэтому за счёт электроэнергии из танка может неограниченно долго следовать за ним. Однако, наличие кабеля, соединяющего БПЛА с машиной, ограничивает высоту и радиус полёта БПЛА до 50-100 метров, но позволяет БПЛА неограниченно долго находиться в полёте, планировать за танком на его скорости и быть более защищённым от РЭБ.
За счёт поднятия на высоту 50-100 метров БПЛА расширяет расстояние до горизонта до 26-37 км и текущими приборами БПЛА может наблюдать объекты на дальности до 10 км, что позволяет танку вести огонь с закрытых позиций или находясь внутри облака маскирующего аэрозоля «Афганита», а также передавать разведанные цели другим машинам по ЕСУ ТЗ.
Эксперты сообщают, что Т-14 будет способен указывать цели и своему эскорту из многочисленных старых танков Т-90МС, модернизированных с установкой помехозащищённой связи и GPS/GLONASS-навигаторов.
«Уралвагонзавод» сообщил, что Т-14 будет дистанционно управляемым, а также к 2017—2018 годам будут выпущены прототипы Т-14 без экипажа и управляемые роботом с искусственным интеллектом. Как первый этап по созданию «беспилотного» Т-14 должно быть проведено сокращение экипажа до 2 человек в серийной версии танка, освободившееся место планируется использовать для дополнительного боекомплекта. Китайское информационное агентство Sina, комментируя это, отмечает, что Т-14 может стать «боевым дроидом», автоматически уничтожающим обнаруженные цели без участия человека, где оператор выдаёт лишь общие тактические задания.

## Сравнение с другими танками
Общее аналитическое агентство FMSO при Министерстве обороны США в своём отчёте отмечает, что, по сравнению с танками НАТО, Т-14 является танком следующего поколения относительно существующих. Как отмечает в этом отчёте аналитик FMSO Чарльз Бартлез, Т-14 обладает целым рядом преимуществ перед существующими танками НАТО: радаром дальнего действия, активной подвеской, увеличивающей скорость и точность стрельбы танка, лобовой бронёй, непробиваемой современными ракетами и снарядами, а также активной системой защиты, способной перехватывать даже снаряды.
На текущий момент со штатной системой комплекса активной защиты, оборудованной АФАР-радаром с функцией автоматического вычисления позиции выстрела по танку ракетой или снарядом, поставляются только два танка в мире: Т-14 и израильский танк «Меркава». Лобовая броня «Меркавы» более слабая, чем у Т-14, к тому же расположенный спереди танка двигатель хоть и несколько повышает защиту экипажа, но при пробитии лобовой брони танк практически гарантированно будет обездвижен, причём механик-водитель находится впереди сбоку от мотора. Активная защита как «Меркавы», так и перспективных танков НАТО не в состоянии отражать снаряды.
По мнению офицеров Генштаба Великобритании, основной боевой танк «Челленджер-2» не может пробить защиту Т-14 своим орудием и потому нуждается в замене. Позднее британская разведка опубликовала развёрнутый отчёт, дав оценку Т-14: «Без всякой гиперболы. „Армата“ — это самый революционный шаг в танкостроении». Как аргументы, называется бронекапсула экипажа, активная защита, а также возможность наращивать мощь танка за счёт гибкости платформы «Армата». Офицеры Великобритании указывают, что активная защита «Афганит» способна во многом нивелировать эффективность пехоты НАТО, вооружённой противотанковыми ракетами. Также отчёт формулирует мнение, что танкостроение Великобритании, возможно, пошло тупиковым путём, создав лёгкий и мобильный Scout SV, чья выживаемость при столкновении с танком Т-14 сомнительна, и в связи с этим выражается сомнение в необходимости продолжать этот проект. Более тяжело вооружённый «Челленджер-2» имеет больше шансов, но отчёт разведки Великобритании указывает, что танк, возможно, устарел для дуэли с «Арматой» Т-14, и также сомнительна по эффективности программа продления ему срока службы до 2035 года без создания нового танка.
Немецкая газета «Ди Вельт» опубликовала информацию из заключения Министерства обороны ФРГ о необходимости срочной замены «Леопард-2» в связи с появлением «Арматы» Т-14, что привело к созданию франко-немецкого объединённого танкового концерна. Пресса сообщает, что основной мотив опасений немецких военных совпадает с британскими, а именно неспособность «Леопард-2» пробить защиту Т-14.
Китайские танкостроители заявляют, что их VT-4 превосходит «Армату» Т-14, но как аргумент выдвигают предположение, что реализация трансмиссии на российских танках лучше. При этом правительство КНР проявило интерес к закупкам Т-14.
По информации польских СМИ, Т-14 по своей боевой мощи превосходит все существующие в мире танки.
«Нейшнл Интерест» в сравнении Т-14 и «Абрамс» отмечает, что Т-14 имеет множество продвинутых функций, которых нет ни в одном танке мира. Однако эксперт считает, что после выполнения модернизаций «Абрамс» сможет поражать Т-14. Ключевым критерием эксперт считает даже не защитные или атакующие средства Т-14 и «Абрамса», а способность танка увидеть своего соперника раньше, то есть способности радаров и стелс-технологий, так как тот, кто смог увидеть соперника первым, по мнению эксперта, и гарантированно выиграет бой. Отмечается что необитаемая башня обеспечивает большую выживаемость экипажа, однако это имеет и некоторые недостатки: экипаж должен полностью полагаться только на свои датчики для ситуационной осведомленности и наведения, это может быть проблемой если датчики или электроника выйдут из строя.

## Производство
По состоянию на 2015 год стоимость первых Т-14 оценивалась в 400—500 млн рублей за единицу. Завод-производитель заявил, что по состоянию на 2016 год стоимость танка составляет 250 млн рублей.
В конце 2015 года генеральный директор Уралвагонзавода Олег Сиенко заявил, что при массовом производстве стоимость «Т-14» будет составлять не 500 млн руб., а «почти в два раза меньше».
По состоянию на 2018 год, по данным Gazeta.ru, стоимость единицы Т-14 — 320—350 млн рублей.

### Закупки для ВС России
В 2015 году директор Уралвагонзавода Олег Сиенко заявил, что предприятие получило заказ на изготовление 2300 экземпляров Т-14 до 2020 года, но в случае сокращения военного бюджета РФ план может быть расширен до 2025 года.
По мнению эксперта Виктора Мураховского, финансирование проекта Т-14 будет приоритетным для МО РФ даже в ущерб другим проектам, так как очевидно, что возможные локальные войны, в которых может принять участие Россия, будут носить характер сухопутных сражений у её границ. Данную точку зрения поддерживают аналитики FMSO Министерства обороны США, которые указывают на многократное упоминание в аналитическом отчёте о Государственной программе вооружений РФ об эффективности закупок вооружений, выпущенного для общественного совета при Министерстве обороны РФ и научно-экспертного совета при Комитете Государственной думы РФ по обороне, анализов уроков из вооружённого конфликта на востоке Украины с выводами о необходимости массовых закупок танков Т-14. Предполагается, что «развёртывание массовых закупок бригадных комплектов танков „Армата“ должно стать одним из главных направлений Государственной программы вооружений РФ. Платформа „Армата“, как обеспечивающая качественное превосходство над любым современным танком, должна рассматриваться как абсолютно приоритетная программа для поставки в производство и закупки».
В апреле 2016 года СМИ сообщили о заказе ограниченной партии в размере 100 танков для проведения войсковых испытаний. Партия из 100 испытуемых танков позволит обнаружить возможные недоработки, а также дать инженерам задания по улучшению некоторых характеристик. Уже сейчас военные выдвигают требования об усилении двигателя до 1500 л. с. и увеличении калибра орудия до 152 мм, в дальнейшем возможно создание на базе этого танка танка-робота, действующего без размещения в нём экипажа.
8 сентября 2016 года «Уралвагонзавод» начал поставки в российскую армию танков Т-14, как сообщил на полях форума «Армия-2016» генеральный директор УВЗ Олег Сиенко.
30 июля 2018 года вице-премьер по оборонно-промышленным вопросам Юрий Борисов заявил, что перспективный российский танк Т-14 «Армата» является «слишком дорогим для массовых закупок». Поэтому вместо последних будет продолжена модернизация имеющихся на вооружении Т-72 и Т-90: «Российская армия не испытывает большой нужды в танках „Армата“, а текущие потребности закрываются модернизацией имеющейся военной техники… У нас особой нужды в этом нет, эти модели достаточно дорогостоящие по отношению к существующим», — пояснил журналистам вице-премьер.
22 августа, выступая на форуме «Армия-2018», замминистра обороны Алексей Криворучко заявил, что Минобороны России подписало контракт на установочную партию из 132 боевых машин Т-14 и Т-15 на платформе «Армата», причём первые девять поступят в войска уже в этом году. «До конца 2021 года контракт будет выполнен», — сказал Криворучко журналистам.
31 декабря 2018 Минобороны сообщило о начале прохождения, в 2019 году, танком Т-14 государственных испытаний в научно-исследовательских институтах Минобороны России.
В марте 2019 года представитель Уральского конструкторского бюро транспортного машиностроения (УКБТМ) заявил, что новые танки на базе «Армата» будут отличаться от «выставочных» наличием санузла, а также питьевой воды и сухого пайка.
Первые серийные танки Т-14 «Армата» и ещё 4 БРЭМ Т-16 будут значительно отличаться от опытных образцов: будут усовершенствованы силовая установка и трансмиссия танка, а также система управления огнём, включая прицельный комплекс, также для танкового орудия разработают новую номенклатуру боеприпасов, включая управляемые, с подрывом на траектории, и ряд других.
В ходе международной выставки вооружений IDEX-2021 Генеральный конструктор Уральского конструкторского бюро транспортного машиностроения Андрей Терликов заявил: «Идут государственные испытания, окончание которых ожидается в ближайшие год-два. До конца 2021 года по одному из контрактов запланирована поставка установочной партии машин. Серийные поставки танков Т-14 „Армата“ российским военным начнутся в 2022 году. Танки Т-14 получат новейший боеприпас, который производится с участием предприятий Росатома.» Он добавил, что предприятие намерено снизить стоимость производства танка. Генконструктор отметил, что сейчас Уралвагонзавод решает с Минобороны вопросы проведения войсковых испытаний «Арматы», готовности армейской инфраструктуры к эксплуатации танков и подготовки операторов.
26 ноября 2021 года во время инспекции производства замминистром обороны Алексеем Криворучко военпред Уралвагонзавода сообщил, что двадцать новейших танков Т-14 «Армата» будут поставлены в строевые части Сухопутных войск до конца 2021 года. Он не уточнил, в какое соединение поступят новейшие танки, отметив, что «это определяет главное автобронетанковое управление».
24 декабря 2021 года «Ростех» сообщил о запуске серийного производства танка «Армата».

### Экспорт
Экспорт танков на базе «Арматы» возможен только после удовлетворения нужд гособоронзаказа. Уралвагонзавод заявил, что для получения разрешения на экспорт Т-14 с него в будущем будет снят гриф секретности.

## Оценки проекта
The National Interest, опросив экспертов, получил положительное заключение об экспортных перспективах Т-14 со следующей аргументацией:
1. Модульность «Арматы» позволяет быстро создавать разные экспортные конфигурации Т-14 под специфические нужды разных заказчиков, гибко варьировать цену в различных комплектациях и предоставлять заказчикам богатые перспективы модернизации.
2. Акцент на защищённость экипажа будет безусловно привлекать как военных, так и заказчиков.
3. Собственные китайские и индийские танки на самом деле являются лишь модернизацией танков 1980-х годов и новые варианты модернизаций вызывают нарекания у военных по части надёжности и боеспособности.

### Критика проекта
Эксперт Центра по обезвреживанию боеприпасов и мин вооружённых сил Швейцарии Штефан Бюлер считает, что необитаемая башня «Арматы» обеспечивает больше шансов для выживания, но её недостатком является ограниченная осведомлённость экипажа об окружающей обстановке, а «оптика останется „ахиллесовой пятой“ танков, в том числе Т-14». Вероятной проблемой является потеря возможности ведения ответного огня в ситуации с выходом из строя датчиков.
Издание The National Interest, ориентируясь на массу танков, сочло Т-14 чуть менее защищённым обычной бронёй (без учёта динамической защиты), чем M1A2 Abrams или Leopard 2. Также КАЗ «Афганит» неспособен сбить атакующую сверху ракету ПТРК TOW-2B или Javelin, динамическая защита танка также будет неэффективна для противодействия, и верхняя броня танка, скорее всего, будет легко пробита. При этом отмечено, что противодействовать им могут гранаты мультиспектральных завес и динамическая защита с радиолокационным срабатыванием, кроме того, «Афганит» не обеспечивает защиту на близких расстояниях.
По мнению экспертов, стоимость танка Т-14 оценена как более высокая по сравнению с модернизацией Т-72. The National Interest обратило внимание на статью журналиста Олега Фаличева, процитировав: «танк „Армата“ стал заложником множества внедрённых в него новых технологий и систем. Сначала это выглядело более чем новаторски и вызвало взрывной интерес. Но машина оказалась запредельно дорогой.», сделав вывод, что «Россия, которая с советских времён имеет репутацию производителя более простого, но более дешёвого и более прочного оборудования, чем Запад, обнаруживает, что инновации имеют свою цену».
В феврале 2023 года ежегодник The Military Balance отметил, что запланированные поставки значительного количества Т-14 так и не начались, и на конец 2022 года ни один Т-14 не поступил на вооружение. Есть вероятность, что он никогда не поступит в серийное производство, учитывая его высокую стоимость и резонные соображения, что соотношение цена/возможности будут невыгодными в сравнении с имеющимися у РФ танками, чтобы оправдать его принятие на вооружение.

## Галерея

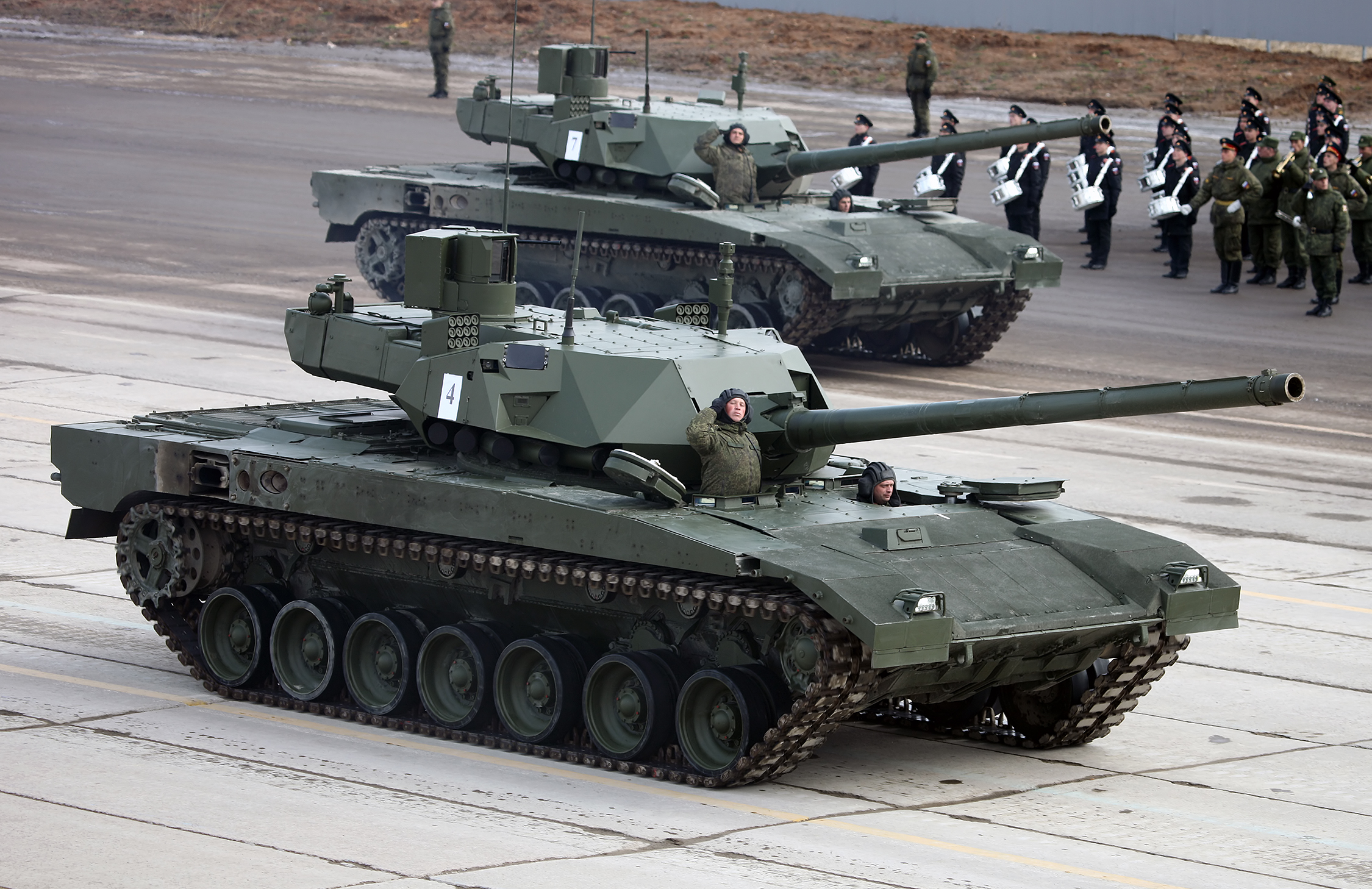
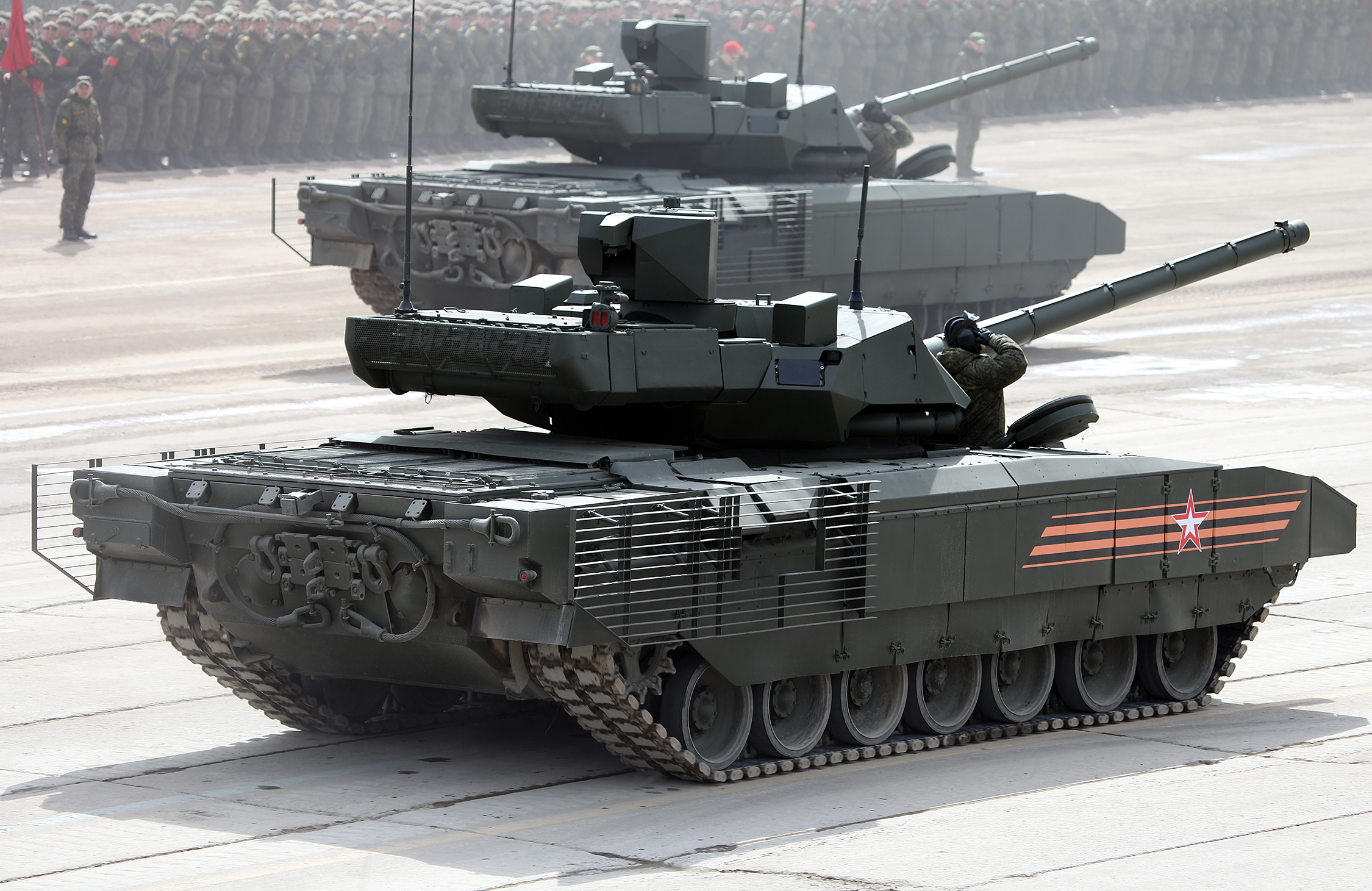
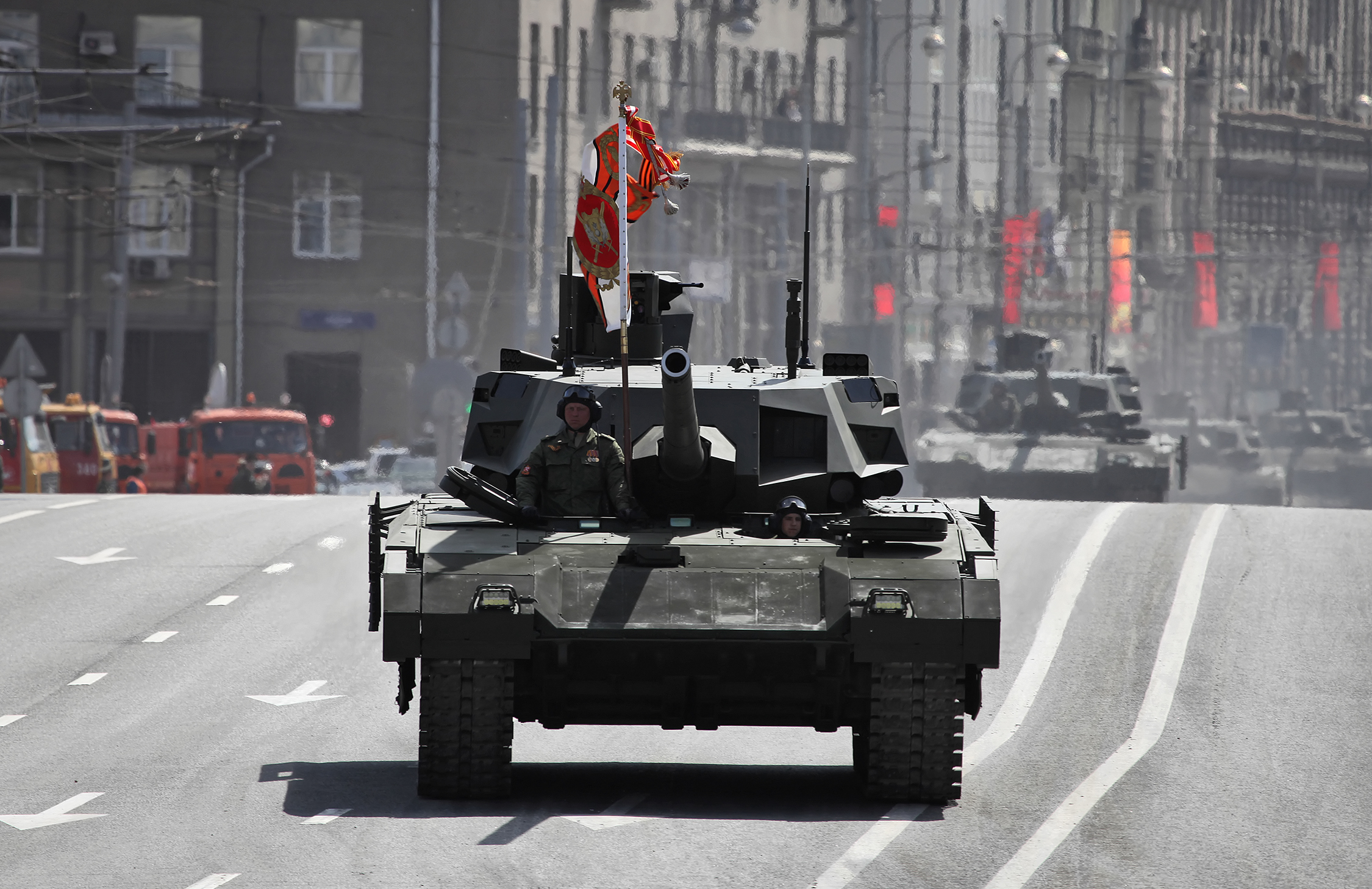
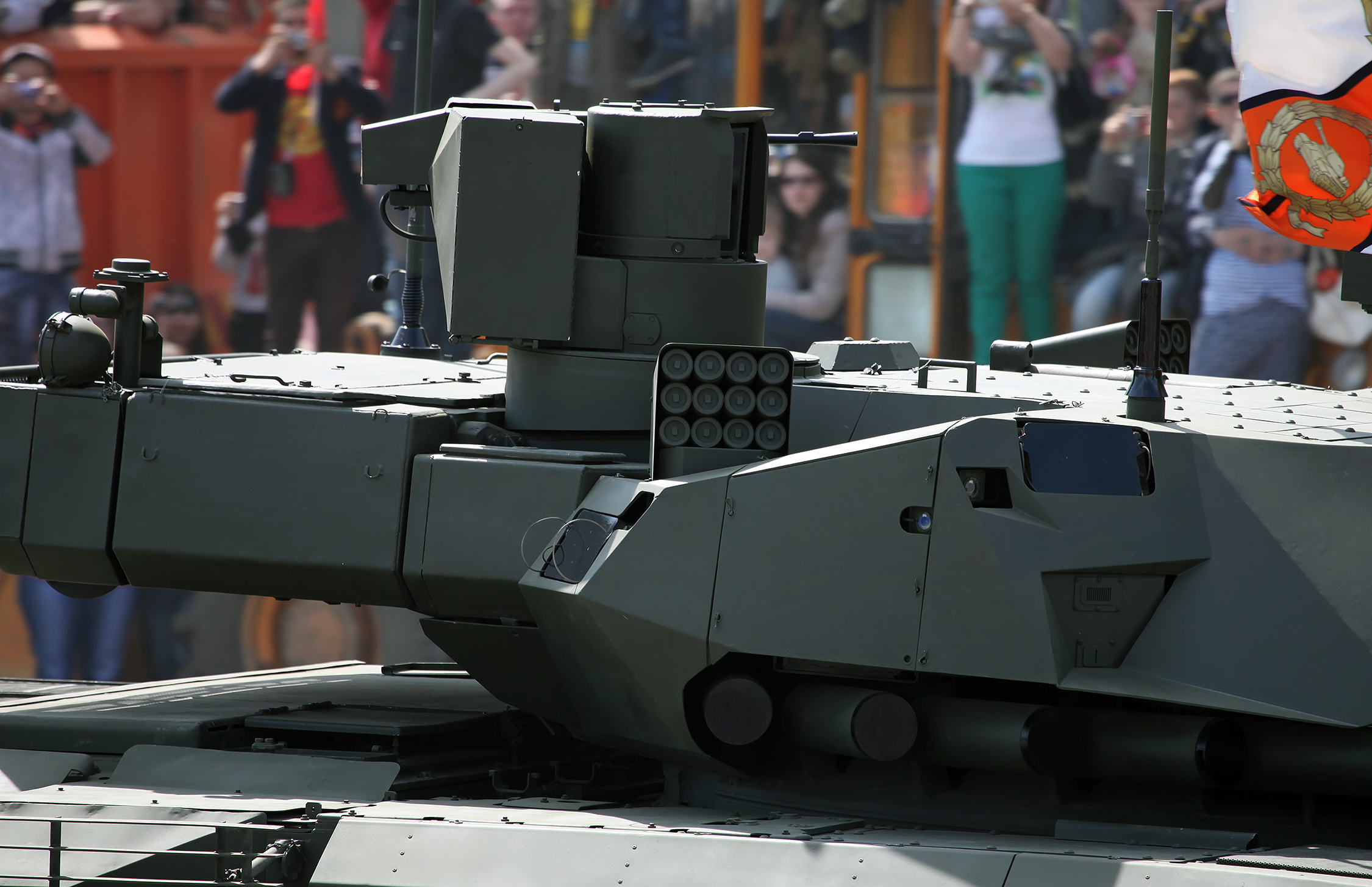
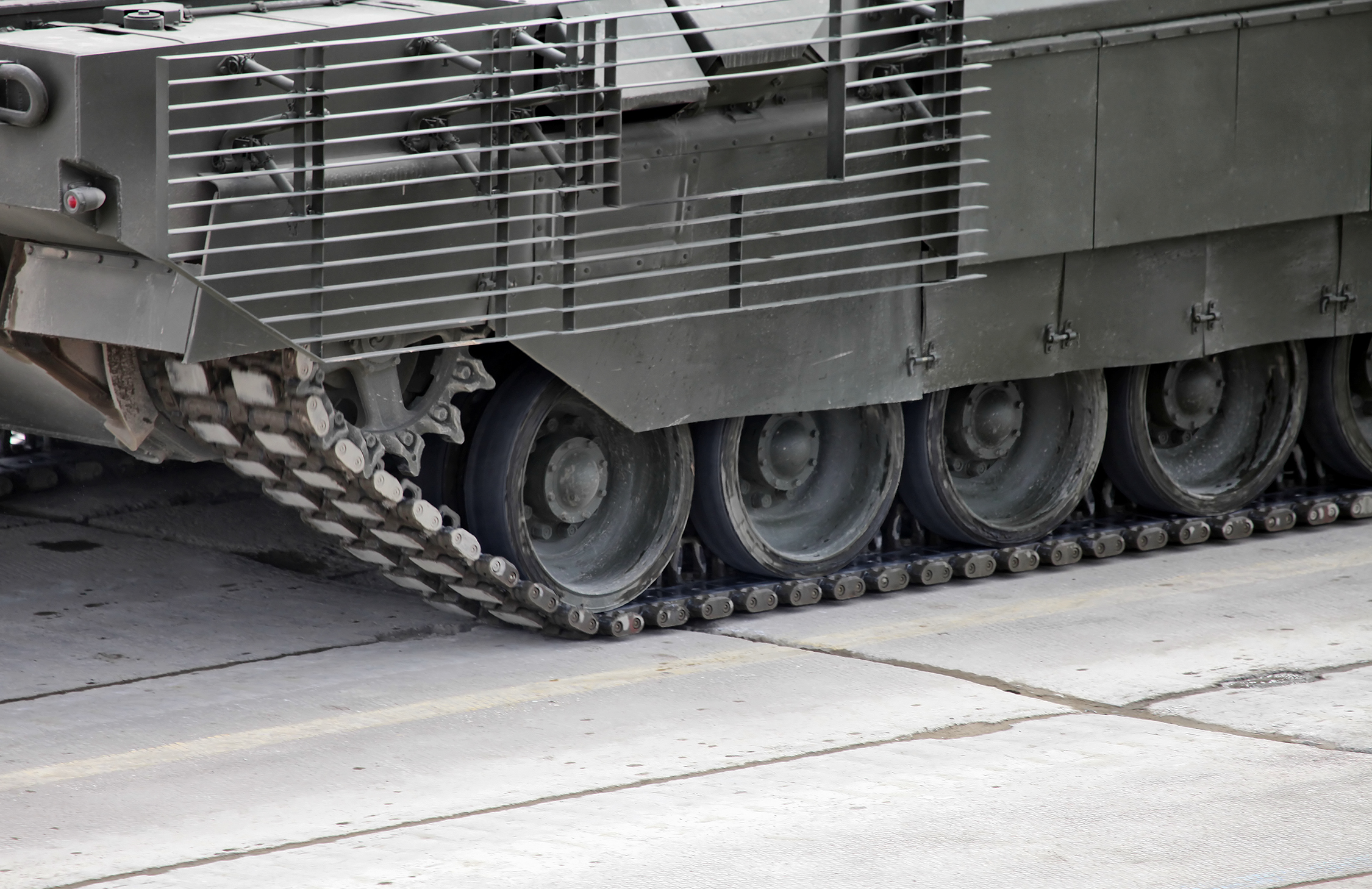
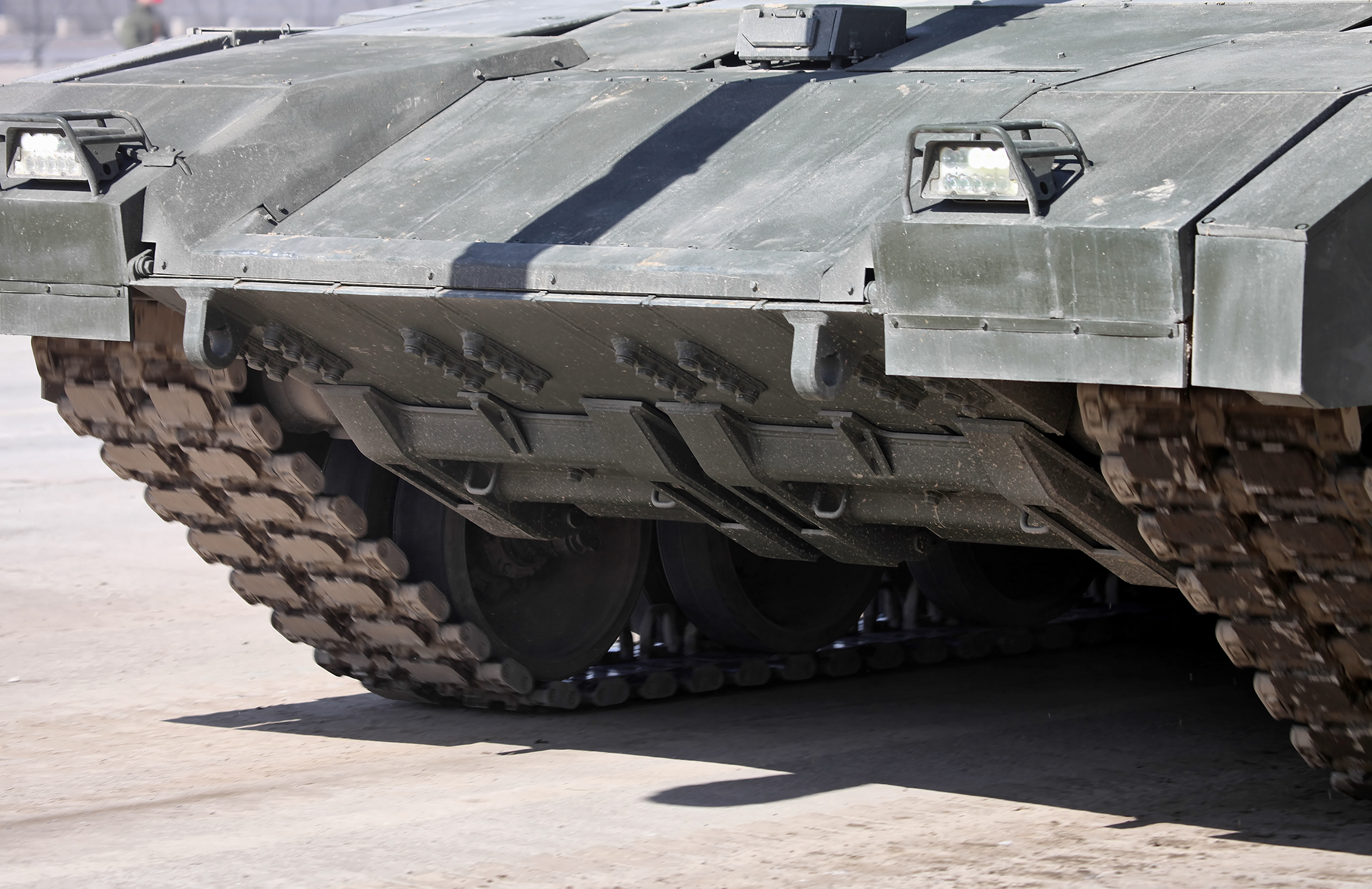
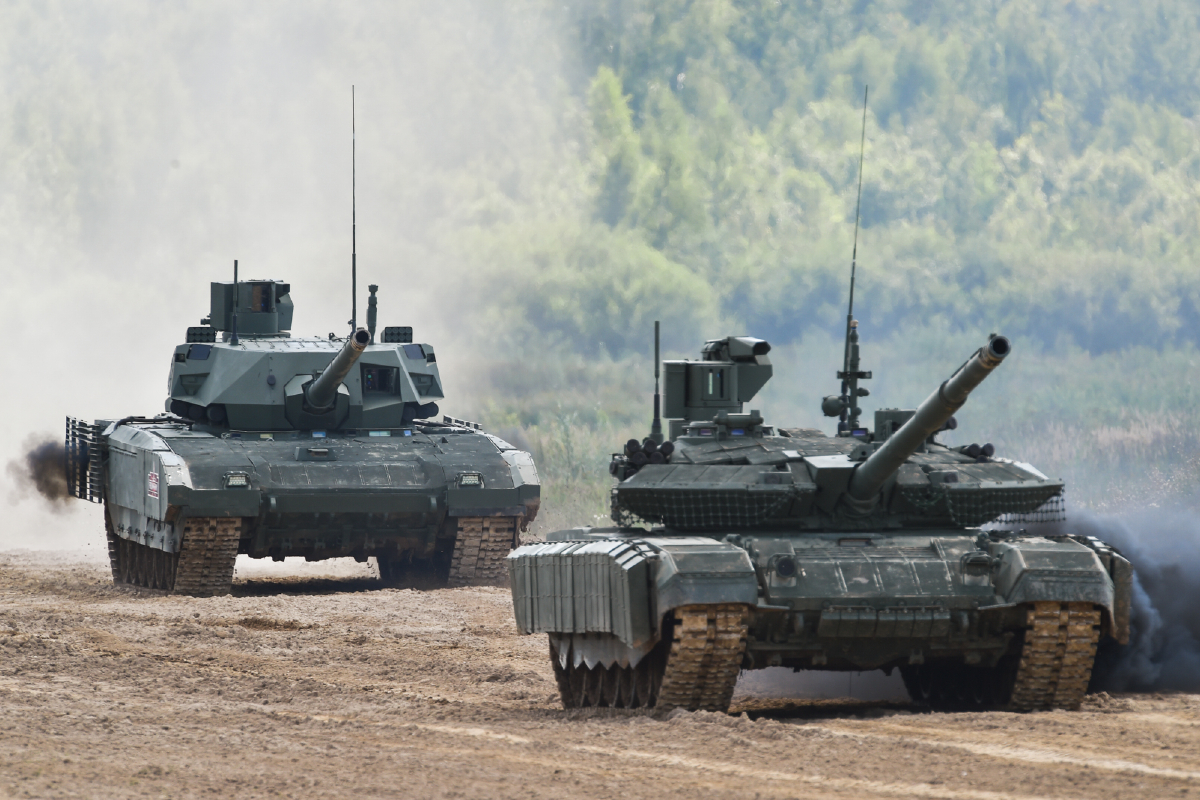
Т-14 совместно с Т-90М
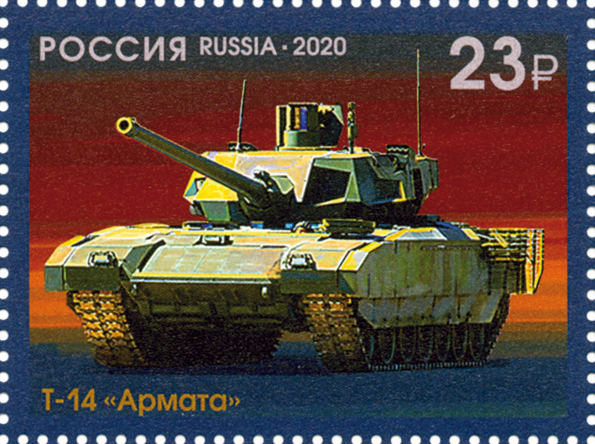
Т-14 на марке, посвященной 100-летию отечественного танкостроения